# Корнелії
Корнелії (лат. Cornelii) — один з навідоміших родів Стародавнього Риму, з якого вийшло багато видатних державних діячів, політиків, полководців, які протягом століть домінували в республіканських магістратах. Принаймні 75 консулів, 8 диктаторів і 6 великих понтифіків епохи Республіки були членами цієї родини. 
Рід поділявся на багато гілок (фамілій), серед яких були патриціанські і плебейські: до перших належали такі гілки:
1. Малугінензи, протягом перших століть дали республіці цілий ряд консулів і військових трибунів і вимерлі в V століття після заснування Риму,
2. Сципіони,
3. Руфіни і Сулли, в тому числі і знаменитий диктатор і полководець (див. Луцій Корнелій Сулла),
4. Лентули,
5. Цетеги (Cethegi), з яких найвідоміший Гай Цетег, прихильник Катіліни, страчений за участь у заколоті;
6. Долабелли,
7. Цінни, в тому числі змовник проти Августа, Гней Цінна.

До плебейських Корнеліїв належали Бальби (Balbi), Галли (Galli), Маммули (Mammulae), Мерули (Merulae) і цілий ряд Корнеліїв без особливого прізвиська. З них відомий Гай Корнелій, народний трибун 67 до н. е., який провів ряд реформ проти оптиматів, клієнт Цицерона в процесі по звинуваченню в образі величності.
Корнеліями також називали десять тисяч рабів, відпущених на волю Луцієм Корнелієм Суллою. Це були раби проскріпованних римських громадян (включених до списків ворогів вітчизни і убитих в ході сулланського терору).
Ці колишні раби, відпущеники-Корнелії, влилися в римський натовп і стали надійною опорою сулланської диктатури.

## Відомі представники роду

### Руфін
- Публій Корнелій Руфін, консул 290 до н. е.

### Сулли
- Луцій Корнелій Сулла

### Цетеги
- Докладніше: Цетеги
- Публій Корнелій Цетег, впливовий політик 70-х років до н.е.

### Долабелли
- Гней Корнелій Долабелла, консул 81 до н. е.

### Цінни
- Луцій Корнелій Цінна — консул 87, 86, 85 і 84 до н. е.

### Мерула
- Луцій Корнелій Мерула, консул 193 роки до н. е.
- Луцій Корнелій Мерула, консул-суффект 87 до н. е.